# Школы проекта Л. А. Степановой

Школа № 1384, построенная по проекту 1949 года

Школа № 1251, построенная по проекту 1950 года

Типовые школы проекта архитектора Лидии Арушановны Степановой (Мосгорпроект) активно строились в Москве в период с 1949 до середины 1950-х годов. Четырёхэтажная школа на 880 учащихся была в 1949—1950 годах единственным типовым проектом, утверждённым к строительству в городе. В 1950 году Л. А. Степанова разработала новый проект пятиэтажной школы, ставший ещё более массовым. Всего в Москве было построено около сотни таких школьных зданий. Школы Л. А. Степановой выделяются характерным фасадом из красного кирпича с белыми бетонными деталями.

## История

### До войны
Во второй половине 1930-х годов в Москве разрабатывалось множество типовых проектов школьных зданий. Один из них предложили в 1939 году архитекторы Л. А. Степанова и Я. Л. Эстрин. В этом проекте, в отличие от большинства остальных, классы располагались по обе стороны коридора. Окна были в его торцах и в центральной части, где располагался обширный холл. Двусторонним расположением классов архитекторы пытались достичь большей экономичности. В плане здание было прямоугольным.
После окончания Великой Отечественной войны в Москве вновь развернулось активное школьное строительство. Правительство поставило задачу перейти к всеобщему семилетнему образованию. Также предполагалось обеспечить всем учащимся возможность занятий в одну смену. Наиболее важным критерием школьного здания стала его экономичность. Кроме того, повысились требования к физическому воспитанию школьников, к преподаванию биологических наук и к развитию общественно-политической жизни коллектива учащихся. По этим причинам типовые довоенные проекты оказались невостребованными.

### Проект 1949 года
Архитектор Л. А. Степанова вернулась к своему проекту 1939 года и внесла в него некоторые изменения. Она убрала холл в центральной части, заменив его классами. В состав школьного здания были включены актовый зал площадью 230 м² и физкультурный зал площадью 150 м². На первом этаже находился вестибюль и гардеробные. Здесь же располагались кабинеты директора, его заместителя и врача, читальня с книгохранилищем. На верхних этажах размещались учебные помещения: 22 класса, лаборатории и учительская. Благодаря своей экономичности, проект четырёхэтажной школы на 880 человек архитектора Л. А. Степановой стал массовым. Первая такая школа была построена в 1949 году в Большом Афанасьевском переулке (ныне школа № 1233). Это здание имело обычный фасад без особых архитектурных излишеств. Но затем для типового проекта Л. А. Степановой архитекторами А. К. Ростковским и И. А. Чекалиным был разработан новый фасад, который пошёл в серию. В этом фасаде красные кирпичные стены сочетаются с белыми бетонными поясами, карнизами, архивольтами и рельефными междуоконными заполнениями. Подобное сочетание цветов является традиционным для московской архитектуры и выделяет школу среди окружающих домов. Фасад имеет горизонтальное членение на цоколь, два средних этажа и верхний этаж с актовым залом. Чётко выражен ритм вертикальных членений — группы окон каждого класса разделяются широкими простенками. Благодаря такому делению фасада хорошо читается внутренняя структура школы. Центральная часть четвёртого этажа повышена и венчается картушем с эмблемой знаний. Вход в школу выделялся четырехколонным портиком, имеющим относительно небольшой масштаб.
Проект 1949 года имел и существенные недостатки. Школа имела тесный коридор шириной 3,2 м и длиной 46,7 м, лишь с двумя окнами в торцах. В этот коридор выходили двери 9 классов, поэтому во время перемены его могли заполнять до 360 учеников (при максимально допустимой загрузке классов в 40 человек). Кроме того, были занижены габариты ряда основных помещений. Например, физкультурный зал имел ширину 7,2 вместо стандарта в 9 м и высоту 4,1 вместо 5 м. Город нуждался в новом проекте типовой школы, который бы не имел подобных недостатков. Необходимо было повысить санитарно-гигиенические нормы школьного здания. Исходя из генплана Москвы и увеличения этажности, новые школы должны были иметь 5 этажей и иметь меньший периметр стен. Также в связи с введением индустриальных методов строительства необходимо было предусмотреть использование сборных элементов и новых материалов.

### Проект 1950 года
В 1950 году Л. А. Степанова разработала новый типовой проект пятиэтажной школы на 880 человек. Он отличался более рациональным расположением классов с трёх сторон от коридора, освещавшегося семью окнами. При этом 5 классов на каждом этаже выходили на одну сторону. Архитектору удалось сократить количество «оборотных» классов (вход в которые осуществляется не со стороны доски). Здание имело удачную планировку вестибюля и гардероба. На первом этаже размещались также буфет и библиотека. Лаборатории имели скоординированное расположение по вертикали, что облегчало монтаж специального оборудования. Физкультурный зал был решён в виде отдельного объёма, пристроенного к первому этажу, что позволило увеличить его размеры. Надземная кубатура здания составила 14 544 м³, на одного ученика — 16,4 м³, общая кубатура — 16 544 м³. Фасад для нового пятиэтажного здания разработал архитектор С. Д. Юсин. Фасад имел схожий с проектом 1949 года принцип вертикального членения и аналогичный портик у входа. Сохранился и картуш над карнизом, но из-за повышенной этажности он несколько теряется. Сочетание красного и белого цветов стало менее ярким. Горизонтальное членение также сохранилось, но утратило свою пропорциональность. Главной отличительной особенностью фасада С. Д. Юсина стали размещённые в простенках пятого этажа медальоны с портретами М. В. Ломоносова, А. С. Пушкина, А. М. Горького и В. В. Маяковского.
Благодаря ряду существенных преимуществ, проект Л. А. Степановой на 3-4 года стал основным для школ Москвы. Например, из 27 школ, находившихся в 1952 году на стадии строительства в Москве, 26 сооружались по проекту Степановой. Всего в городе было построено около 100 таких зданий. Этот проект был удостоен почётной грамоты всероссийского конкурса на лучшие здания 1951 года. В середине 1950-х годов на смену кирпичным «степановским» школам пришли блочные серий Т-2 и МЮ.